# پرچم نیومکزیکو
پرچم نیومکزیکو که برای برجسته کردن میراث بومیان آمریکایی و اسپانیایی این ایالت در تاریخ ۱۹۲۵ میلادی رسما تصویب شد. این پرچم دارای زمینه زرد و نماد کشور در وسط آن قرار دارد.